# هال كليمنت
هال كليمنت أو (اسمه الأصلي: هاري كليمنت ستوبس) (بالإنجليزية: Hal Clement) (30 مايو 1922، سومرفيل في الولايات المتحدة - 29 أكتوبر 2003، ميلتون في الولايات المتحدة) روائي أمريكي، حاصل على جائزة هوغو لأفضل قصة قصيرة عن «شعور غير شائع» في العام 1946.

## روابط خارجية
- هال كليمنت على موقع IMDb (الإنجليزية)
- هال كليمنت على موقع إن إن دي بي (الإنجليزية)